# Martin Rolinski
Martin Andrzej Rolinski (nacido el 23 de junio de 1982) es un cantante sueco antiguo vocalista de la banda sueca de synthpop Bodies Without Organs (BWO), que actualmente tiene una carrera como solista.

## Biografía y carrera
Hijo único, nació en Gotemburgo (Suecia), aunque sus dos padres son de Polonia y habla polaco con fluidez.
Rolinski comenzó su carrera musical en 2001 cuando hizo una apuesta con sus amigos de ir a una audición para Popstars, un reality show de televisión que buscaba nuevos artistas. Fue elegido como concursante, pero le eliminaron a mitad del programa y no llegó al grupo resultante, Supernatural. Sin embargo, tras acabar Popstars, en 2002 Martin trabajó con Anders Hansson, que conocía a Alexander Bard. A través de Hansson, Rolinski conoció a Bard y así acabó convirtiéndose en el vocalista de la nueva banda de Bard, Bodies Without Organs junto con Marina Schiptjenko y el propio Bard.
Martin se casó con Katarina Jansson el 20 de septiembre de 2008. En 2010, tras la separación de BWO, firmó un contrato con la discográfica Universal para trabajar como solista. En 2013 participó en el Melodifestivalen con el tema In and Out of Love.